# Pere d'Artés
Pere d'Artés   (segle XIV - segle XV) va ser un cavaller i confrare pel Braç Militar a la Reial Confraria de Sant Jaume, de València. Fou cortesà valencià. Fou senyor d'Alfafara, senyoria que comprà el 9 de desembre de 1392 a Martí Sanxis d'Orís, membre dels Orís, i que continuaren tenint els seus fills Francesc i Jaume, i el fill d'aquest, el seu net Gracià, el qual la vengué al rei d'Aragó. El darrer tenia un germà, el cavaller Macià d'Artés.
Fou senyor de Banyeres, en adquirir-ne el castell, alqueries i la jurisdicció el 12 de gener de 1381 [id. 165-166]; senyor de Serrella, adquirit amb el castell, alqueries i jurisdicció el mateix dia. El rei Joan I d'Aragó el feu baró d'Ontinyent, amb les viles de Bocairent i de Biar, baronia anul·lada pel Braç Reial a les Corts Valencianes de 1418, la qual continuava sota els hereus de Pere d'Artés: 60 000 sous en compensació a canvi de l'usdefruit de la baronia, i 14 000 sous per millores fetes al castell de Bocairent i al lloc d'Alfafara.
Va ocupar diversos càrrecs de confiança a la cort del rei Joan I d'Aragó, dit el Caçador: conseller, camarlenc i mestre racional i uixer d'armes, entre d'altres -quan era infant, ja li prestava instruments musicals i llibres-, a qui féu d'ambaixador en l'afer de les seves noces amb Violant de Bar, a la ciutat de París (1379). També va ser cortesà de Martí I l'Humà, que el va nomenar el seu marmessor (1407).
Prestà diversos serveis a la guerra de Castella com a representant del rei d'Aragó. A Xiva fou ferit.
Mecenes de les lletres, Francesc Eiximenis li va dedicar amb una carta-pròleg el Llibre dels àngels (1392). Eiximenis també va redactar en català i no en llatí, a petició seua, la Vida de Jesucrist (1403?). Antoni Canals, per la seva banda, li va dedicar la traducció catalana de les Exposicions del Pater Noster, Ave Maria i Salve (1406).
Va tenir cura de les obres que es van dur a terme al Real de València. En aquest indret se li va reservar la Cambra dels Àngels. Fou enterrat a la capella dels Artés, fundada per ell mateix, al monestir cartoixà de Portaceli, on feu construir com a benefactor dues hostatgeries, i hi cedí censos de cases de València i la legítima de son fill hereu Francesc, a més de regals de plata. Hi fundà la Capella de Tots els Sants. S'hi retirà.